# Maria Alagona
Maria Alagona Chiaramonte, contessa di Agosta (... – dopo il 1410), è stata una nobildonna siciliana di origine aragonese vissuta tra il XIV e il XV secolo.

## Biografia
Unica figlia di Artale I Alagona e Agata Chiaramonte Ventimiglia dei conti di Modica, nel 1368 sposò il barone Giovanni Cruyllas figlio di Berengario, dalla cui unione nacque un figlio, Berengario.
Alla morte del padre, nel 1389, ereditò le contee di Agosta e Paternò, e le baronie di Aci, Calatabiano, Gagliano, Mineo, Motta Sant'Anastasia, Mongialino, e Troina, dopo aver ereditato nel 1383, per via materna, il castello di Scordia Superiore.
Nel 1396 tutti i beni e i feudi posseduti dalla Alagona furono confiscati dal re Martino I di Sicilia, per l'ostilità della sua famiglia contro il re aragonese.
Alla morte del re Martino, Maria intentò causa contro il fisco per ottenere la restituzione di ciò che gli fu sequestrato per l'accusa di fellonia a carico del padre, della quale tentò di provarne la falsità. Tale causa venne persa poiché l'accusa riuscì a sostenere la reità di Artale e la sua ribellione ai tempi del re Ludovico.